# 유전자

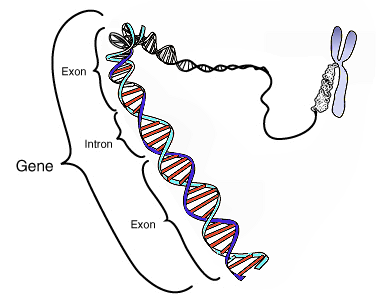
염색체(오른쪽 위)는 DNA가 실타래처럼 감겨 있는 구조로 되어 있다. 유전자는 DNA의 이중 나선 한 구간을 차지하고 있으며 아미노산 정보를 가지는 엑손 구간과 정보를 가지지 않는 인트론 구간으로 이루어져 있다.

유전자(遺傳子, 영어: gene)는 유전의 기본단위이다. 지구상의 모든 생물은 유전자를 지니고 있다. 유전자에는 생물의 세포를 구성하고 유지하고, 이것들이 유기적인 관계를 이루는 데 필요한 정보가 담겨있으며 생식을 통해 자손에게 유전된다.
현대 유전학에서 유전자는 "게놈 서열의 특정한 위치에 있는 구간으로서 유전형질의 단위가 되는 것"으로 정의된다. 게놈 서열 안에서 유전자는 DNA 서열의 일부분을 이루며 조절 구간, 전사 구간, 기타 기능이 부여된 구간 등으로 구성된다. 일반적으로 유전자를 대립형질과 같은 뜻으로 사용하는 경우가 많으나, 엄밀한 의미에서 대립형질은 유전자 서열에 의해 나타나는 유전형질의 한 종류이다.
유전자의 개념은 유전학의 발전과 함께 많은 변화를 겪었다. 유전학의 창시자인 그레고어 멘델은 부모로부터 물려받는 유전적 특질이 통계적으로 예측가능하다는 것을 발견하였다. 그는 이를 단순히 특질이라고 불렀다. 이후 멘델의 특질은 유전자라는 이름이 붙었으나 1950년대 DNA가 발견되면서 유전자의 물질적 토대가 해명되었다.
모든 생물은 유전자에 의한 다양한 유전형질을 갖고 태어난다. 눈 색깔, 혈액형과 같은 것을 비롯하여 특정한 유전적 질환과 같은 것도 유전된다. 뿐만 아니라 생명활동에 관여하는 수 천 가지의 생화학 작용도 유전자를 기반으로 한다. 극소수의 경우, 유전자가 세포주기의 간기때 유전정보가 잘못복제되어 돌연변이를 일으킴으로인해 기존의 형질과 다른 새로운 유전형질을 갖고 태어나는 경우도 있다.
세포 내에서 유전자는 DNA 서열 가운데 정보를 갖는 부분을 뜻한다. DNA의 대부분은 정보가 없는 무작위 서열로 구성되어 있는데 이를 비부호화 DNA 서열이라 한다. 인간의 게놈 가운데 99%가 비부호화 DNA 서열에 해당한다. 한편, 생쥐의 비부호화 DNA 가운데 80%가 인간의 것과 상동성을 보인다. 이는 진화의 과정에서 두 종이 공통조상으로부터 분화되었음을 시사한다. 이에 반해 유전자는 "부호화된 DNA 서열"이라고 할 수 있다. 유전자에 의해 진행되는 전사 (생물학) 등의 과정을 통해 유전형질이 발현되는 것을 유전자 발현이라 한다.
유전자의 발현은 개체의 발생과 성장을 통해 이루어진다. 이때 개체와 자연환경의 상호작용은 유전자의 발현을 조절한다. 이렇게 자연환경의 영향으로 인해 개체에 발현된 특징을 발현형질이라 한다. 발현형질은 유전되지 않는다.

## 역사
1850년대 그레고어 멘델이 완두콩 실험을 통해 멘델의 유전법칙을 발견하였다. 완두콩 시험은 7년에 걸쳐 진행되었다. 그는 하나의 유전형질이 세대를 거듭하여도 변하지 않는 개체를 순종으로, 이 순종들의 교배를 통해 형질변화가 일어나는 개체를 잡종으로 불렀다. 잡종의 1세대에는 두 부모 개체의 대립형질 가운데 한 가지만이 발현되었는데 이를 우성, 1세대에 발현되지 않는 특성은 열성이라 하였다. 멘델은 잡종 교배 시험을 통해 1세대에 열성이 발현되지 않았다 하더라도 사라진 것이 아니며 2세대, 3세대를 거치면서 다시 발현한다는 것과 발현의 빈도가 통계적으로 분명한 법칙에 의한 비율로 나타낼 수 있다는 것을 발견하였다. 이 법칙의 발견으로서 멘델은 현대 유전학의 아버지로 불린다.
초창기 멘델의 발견은 그리 널리 알려지지 않았으나 1889년 휘호 더프리스가 《세포간 범생설》(Intracellular Pangenesis)을 출간하면서 멘델의 이론을 소개하여 널리 알려지게 되었다. 더프리스는 멘델이 제시한 유전학 개념의 용어를 정리하여 유전형질, 발현형질과 같은 용어를 고안하였다. 유전자(덴마크어: Gene)라는 용어는 덴마크의 유전학자 빌헬름 요한센이 최초로 사용하였다.
1900년대에 이르러 멘델의 법칙은 다시 과학자들의 주목을 받았다. 토머스 헌트 모건은 유전자가 염색체에 위치한다는 것을 발견하였다. 모건은 특정한 유전형질에 관여하는 유전자가 염색체의 특정한 위치에 자리잡고 있다는 사실도 밝혀내었다. 1928년 모건은 초파리를 이용하여 최초로 유전자 지도를 제작하였다.
1928년 영국의 의사 프레더릭 그리피스는 페렴쌍구균을 연구하다가 우연히 놀라운 발견을 하게 된다. 그리피스 실험으로 널리 알려지게 된 이 시험을 통해 그리피스는 유전형질이 세균 사이에서 전달될 수 있다는 사실을 발견하였다. 그는 매끈한 균주를 형성하는 S형과 거친 균주를 형성하는 R형 두 종류의 폐렴쌍구균을 이용하여 실험하였다. S형을 생쥐에 주사하면 쥐는 하루 만에 죽지만 R형은 병을 일으키지 않는다. 그리피스는 폐렴 백신을 만들기 위해 S형 균을 열처리하여 죽인다음 생쥐에 주사하였다. 죽은 S형 균은 병을 유발하지 않아 생쥐는 생존하였다. 그다음 그는 죽은 S형 균과 살아있는 R형 균을 혼합하여 주사하였는데 생쥐는 폐렴으로 죽었다. 죽은 생쥐의 혈액을 관찰한 결과 모든 균이 S형으로 변해있었다. 죽은 S형 균의 무엇인가가 R형 균을 S형 균으로 바꾼 것이다. 그리피스는 이 현상을 형질변환이라 불렀다.
1941년 조지 웰스 비들과 에드워드 로리 테이툼은 돌연변이가 대사회로의 이상에 의해 발생한다는 것을 발견하였다. 그들은 이를 연구하여 하나의 유전자는 하나의 효소를 지정하여 생성한다는 사실을 발견하였다.
1944년 오즈월드 에이버리, 콜린 먼로 매클라우드, 매클라인 매카시는 DNA에 유전자 정보가 있음을 밝혀냈다. 그리피스가 관찰한 형질변환은 바로 이 DNA의 이동 때문에 일어난 것이다. 1953년 제임스 D. 왓슨과 프랜시스 크릭이 DNA의 구조를 밝혀내었다. 이로써 하나의 효소를 지정하는 하나의 유전자는 사실상 DNA의 염기서열에 의한 것이라는 것이 밝혀졌다. 즉, DNA의 염기서열이 RNA에 의해 전사되고 리보솜에 전달되면 그로부터 지정된 아미노산 서열의 결합이 이루어져 효소와 같은 단백질이 만들어지게 되는 것이다.
1972년 월터 피어스의 연구팀은 박테리오파지 MS2를 이용하여 최초로 유전자 서열을 판독하였다.
유전자 전체의 서열을 게놈이라 한다. 2007년 8월 햅맵 프로젝트는 인간의 게놈 지도를 판독하였다. 개체차를 반영한 인간의 게놈 판독 결과는 2008년 네이처에 발표되었다.

## 같이 보기
| - 유전 - 유전학 - 유전형질 - 대립형질 - 유전자 부동 - 유전자 이동 - 수평적 유전자 이동 - 멘델의 유전법칙 - 집단유전학 | - 진화 - 슈도진 - 중립 진화 이론 | - 그레고어 멘델 - 휘호 더프리스 - 오스왈드 에이버리 - 제임스 D. 왓슨 - 프랜시스 크릭 |